# Nuculana bushiana
Nuculana bushiana is een tweekleppigensoort uit de familie van de Nuculanidae. De wetenschappelijke naam van de soort is voor het eerst geldig gepubliceerd in 1884 door A. E. Verrill als Leda bushiana.